# .li
.li este un domeniu de internet de nivel superior, pentru Liechtenstein (ccTLD).